# الرقة (الكويت)
الرقة، منطقة كويتية تقع جنوب البلاد في محافظة الاحمدي وهي منطقة سكنية نموذجية وسميت بذلك نسبة لمعركة الرقة البحرية التي حدثت في اوائل تاريخ دولة الكويت، يحيطها بالشمال العقيلة وبالجنوب فهد الأحمد وبالغرب هدية وبالشرق المهبولة.
ويوجد بها 7 قطع وأكبر قطعة 2 وقطعة 5 مخصصة للخدمات فلا يوجد بها منازل سكنية. الجمعية والمخفر والمستوصف ولوازم العائلة ومطاعم وستار بكس ويوجد في الرقة 11 مدرسة و 4 رياض أطفال.